# Relations entre l'Azerbaïdjan et l'Union européenne
Les relations entre l'Azerbaïdjan et l'Union européenne sont les relations bilatérales entre la République d'Azerbaïdjan et l'Union européenne définies par l’accord de partenariat et de coopération de 1999 et le Partenariat oriental à partir de 2009.

## Historique
Le 30 août 1991, l'Azerbaïdjan obtient son indépendance de l'URSS. Dès 1994, le conflit dans la région arménienne du Haut-Karabagh, qui avait commencé en 1988, prend fin et se solde par l'indépendance de facto de la région.

### Rapprochement avec l'Occident
En 1999, un accord de partenariat et de coopération entre les Communautés européennes et l'Azerbaïdjan (APC) est signé. L'accord établit un Conseil de coopération entre l'Union européenne et l'Azerbaïdjan.
En 2006, un plan d'action commun fut adopté par le Conseil de coopération entre l'Union européenne et l'Azerbaïdjan. La même année, l'Azerbaïdjan a signé un mémorandum d'accord pour réformer et moderniser son secteur énergétique.
Depuis le 7 mai 2009, l'Azerbaïdjan a fait partie du partenariat oriental. L'année suivante, le 16 juillet, l'UE lance la négociation d'un accord d'association avec l'Azerbaïdjan.

### Ralentissement des relations avec l'Union européenne
Selon Svante Cornell, directeur de l'Institut du Caucase et de l'Asie centrale et du programme d'études de la route de la soie de l'université Johns Hopkins, plusieurs raisons expliquent la progressive distanciation de l'Azerbaïdjan. Celles-ci sont au nombre de cinq :
1. La première d'entre elles fut la guerre russo-géorgienne de 2008 qui modifia la position de l'Azerbaïdjan tant vis-à-vis des « capacités et intention de la Russie, que de l'Ouest » qui avait failli à protéger, selon Cornell, « le pays le plus progressiste et démocratique de la région »[5].
2. La seconde fut la politique de l'Administration Obama vis-à-vis de la Russie, qui se serait fait aux dépens des petits États de la région[5].
3. La troisième raison la mise de côté de la question du Haut-Karabagh et la recherche d'une normalisation des relations entre l'Arménie et la Turquie qui s'était pourtant détériorée face à l'implication arménienne durant la guerre du Haut-Karabagh. Selon Cornell, l'Arménie ne serait plus encline à négocier une solution à la crise dans le Haut-Karabagh si ses relations avec la Turquie venaient à s'améliorer[5].
4. La quatrième raison est la perception selon laquelle le printemps arabe serait la conséquence des politiques occidentales visant à faire changer les régimes au Moyen-Orient et qui se sont soldées par « du chaos et de la destruction »[5].
5. La cinquième raison serait les intentions de la Russie elle-même vis-à-vis de ses voisins, et notamment la possibilité d'un conflit ouvert sur le modèle de la crise de Crimée. À l'inverse, l'Ouest renouvela son engagement à faire respecter l'intégrité territoriale des États, mais cet engagement n'a pas été suivi d'une prise de position similaire avec le cas du Haut-Karabagh[5].

Ces éléments sont, selon Cornell, les raisons pour lesquelles l'Azerbaïdjan a suspendu la négociation d'un accord d'association avec l'Union européenne en 2014. Cependant, un protocole additionnel à l'APC, permettant à l'Azerbaïdjan de participer à certains programmes et agences, est signé en juin 2014. En septembre de cette même année, un accord de facilitation de délivrance de visas et un accord de réadmission sont signés entre l'Union et l'Azerbaïdjan.

### Situation actuelle
L'Union européenne et l'Azerbaïdjan sont des partenaires solides dans le domaine de la politique énergétique et travaillent ensemble sur un certain nombre de projets. Le projet principal est la construction d'un pipeline pour relier l'approvisionnement en pétrole de la mer Caspienne à l'Europe, fournissant une route viable pour que le pétrole et le gaz atteignent les consommateurs. L'Europe soutient également le programme parrainé par l'État en Azerbaïdjan pour l'utilisation accrue des sources d'énergie alternatives et renouvelables.
L'Azerbaïdjan est un pays partenaire du programme énergétique INOGATE de l'UE, qui a quatre thèmes principaux : renforcer la sécurité énergétique, la convergence des marchés énergétiques nationaux sur la base des principes du marché intérieur de l'UE, soutenir le développement énergétique durable et attirer des investissements dans des projets énergétiques. d'intérêt commun et régional. Des négociations sont en cours entre l'UE et l'Azerbaïdjan pour remplacer leur APC existant par un accord d'association[réf. souhaitée].
Roland Kobia, l'ambassadeur de l'UE en Azerbaïdjan, a déclaré en avril 2013 qu'elles pourraient être achevées avant la réunion du Partenariat oriental en novembre 2013. Cependant, le chef adjoint de l'administration présidentielle azerbaïdjanaise a déclaré que « notre objectif est de rédiger un accord de partenariat - un document reflétant plus adéquatement le niveau de nos relations et de notre coopération avec l'Union européenne » plutôt qu'un accord d'association
Un représentant de l'UE de la délégation azerbaïdjanaise a souligné qu'« il n'a pas été dit que l'Azerbaïdjan ne le signera jamais, mais que ce n'est pas le bon moment pour le signer maintenant. Nous travaillons donc avec l'Azerbaïdjan sur d'autres formats, signer un accord d'association ». Aucun accord d'association n'a été paraphé au sommet, bien qu'une déclaration conjointe ait salué les progrès des négociations et déclaré que l'UE était disposée à négocier un accord de libre-échange approfondi et complet avec l'Azerbaïdjan une fois que le pays aurait rejoint l'Organisation mondiale du commerce.
En décembre 2013, le commissaire européen à l'élargissement, Štefan Füle, a déclaré que les négociations sur les accords d'association se poursuivaient. En novembre 2016, le Conseil européen a autorisé le lancement de négociations sur un accord-cadre qui « permet à l'Azerbaïdjan de décider dans quelle mesure il participera à l'offre d'association politique et d'intégration économique de l'UE ».

## Thématiques

### Haut-Karabakh
L'UE, avec d'autres pays, tente d'aider à résoudre le conflit du Haut-Karabakh. L'UE a parlé à plusieurs reprises de la nécessité de résoudre pacifiquement le conflit, en soutenant et en organisant des réunions tripartites. L'UE estime que le statu quo dans le Haut-Karabakh est inacceptable et l'a déclaré à plusieurs reprises.

## Sources

## Compléments